# Chorus (álbum de Erasure)
Chorus es el quinto álbum del dueto inglés de synth pop Erasure. Fue producido por Martyn Philips y publicado en 1991 por Mute Records en el Reino Unido y por Sire Records en los Estados Unidos.
De entre los álbumes de Erasure, Chorus se posicionó por tercera vez consecutiva número uno en el Reino Unido y contribuyó a la carrera del dúo con cuatro cortes que ingresaron en el Top 20. 
Todos los temas fueron escritos por Vince Clarke y Andy Bell.

## Listado de canciones
El álbum apareció en cuatro formatos, el estándar en disco compacto, en disco de vinilo, en casete y en DCC de cinta magnética de audio. No hubo diferencias de contenido en la edición en LP y en CD; dada la prevalencia del disco compacto, éste refleja el contenido estándar.
Edición en CD
| Chorus |                           |          |  |
| N.º    | Título                    | Duración |  |
| 1.     | «Chorus»                  | 4:26     |  |
| 2.     | «Waiting for the Day»     | 3:50     |  |
| 3.     | «Joan»                    | 3:50     |  |
| 4.     | «Breath of Life»          | 4:07     |  |
| 5.     | «Am I Right?»             | 4:18     |  |
| 6.     | «Love to Hate You»        | 3:56     |  |
| 7.     | «Turns the Love to Anger» | 3:56     |  |
| 8.     | «Siren Song»              | 4:44     |  |
| 9.     | «Perfect Stranger»        | 4:05     |  |
| 10.    | «Home»                    | 4:14     |  |

Edición en LP
Como los otros álbumes del dúo desde la prevalencia del formato digital, esta edición fue sólo para Europa.

| Lado A |                       |          |  |
| N.º    | Título                | Duración |  |
| 1.     | «Chorus»              | 4:26     |  |
| 2.     | «Waiting for the Day» | 3:50     |  |
| 3.     | «Joan»                | 3:50     |  |
| 4.     | «Breath of Life»      | 4:07     |  |
| 5.     | «Am I Right?»         | 4:18     |  |

| Lado B |                           |          |  |
| N.º    | Título                    | Duración |  |
| 1.     | «Love to Hate You»        | 3:56     |  |
| 2.     | «Turns the Love to Anger» | 3:56     |  |
| 3.     | «Siren Song»              | 4:44     |  |
| 4.     | «Perfect Stranger»        | 4:05     |  |
| 5.     | «Home»                    | 4:14     |  |

## Ubicación en las listas
Chorus se posicionó como tercer álbum consecutivo número uno en el Reino Unido. En los Estados Unidos fue el debut más alto hasta entonces, ingresando en el Billboard 200 en el puesto 29, lo que les dio su primer Billboard Hot 100 desde el sencillo "Stop!". También se ubicó dentro de las listas Modern Rock Tracks y Billboard Hot Dance Music/Club Play. En Alemania, alcanzó el puesto número 15 y en la Argentina el n̪úmero 3.

## Créditos
- Andy Bell – voces
- Vince Clarke – composición, sintetizadores y programación.
- Dave Bascombe – mezcla
- Me Company – diseño gráfico.
- Martin Phillipps – productor
- Monica Curtin - fotografía

## Imagen
Con relación a la producción de imagen, los vídeos se encargaron de acompañar la promoción del álbum con una calidad acorde a los logros alcanzados. De entre ellos, se puede destacar el perteneciente al sencillo Am I Right? (¿Tengo razón?), donde Andy Bell se desplaza en una recorrida meditabunda y melancólica -a tono con la lírica y la música- entre los canales y calles de Ámsterdam, con unas imágenes trabajadas en la gama del sepia y del blanco y negro.
No menos destacable resulta el vídeo del que fuera primer corte de promoción y el que da nombre al álbum Chorus (Coro), al igual que Love to Hate You (Amo odiarte) y Breath of Life (Aliento de vida).
El logo que identifica al dúo desde sus comienzos, la letra de imprenta "e" minúscula también cambió el estilo, con una característica tipografía insinuada entre el negro y la luz del naranja, dando sensación de profundidad. Resulta, sin duda, mucho más personal e identificatoria, que las utilizadas hasta ese momento.

## Análisis musical
Musicalmente hablando, Chorus ofrece una riqueza dentro de las variedades que el pop puede ofrecer, tanto en lo composicional y arreglístico, tanto vocal como instrumentalmente.
Chorus marca un hito en la carrera de Erasure en lo que sonido se refiere, pues Vince Clarke retomó de lleno el uso de los viejos y clásicos sintetizadores analógicos, dejando de lado los tan en boga -y amigables para el oído y el uso- sintetizadores digitales. 
Según él declarara, no utilizaba este equipamiento desde la época pre-Erasure (el dúo Yazoo) y ahora se sentía motivado a retomar el uso de los mismos dado que creía que por ese entonces "no hacía uso pleno de esa tecnología, no la explotaba completamente". Con este equipamiento, la capacidad de síntesis y de creación de atmósferas de Clarke se maximiza. Esto quedaría demostrado años después (1995) con el lanzamiento del experimental-pop de su álbum Erasure.
El álbum presenta una gama de sonidos que el mismo Clarke definiera como "plástico, espartano, pero efectivo". Esto sin duda queda representado en todo el trabajo, pero se plasma muy fuertemente en temas como Waiting for the Day, Breath of Life, Turns the Love to Anger y Siren Song.
El sonido, comparado con el álbum predecesor, Wild!, carece de brillo y estentor, lo que supuso una apuesta fuerte del dúo ante un trabajo nuevo tras un éxito como el obtenido con dicho álbum. En vez de repetir la fórmula para mantener adeptos en plena cima comercial de su carrera, jugaron fuerte y se decidieron por el cambio. Esto permitió demostrar que podían ser reconocidos y aceptados más allá de cualquier cliché comercial, y que eran capaces de sustentarse por sí mismos.
Andy Bell escribió la lírica de las canciones para cuando la Guerra del Golfo era titular de las planas de los periódicos y noticieros y, según dijera, esto lo tenía muy preocupado. El hecho se refleja en las palabras escritas para Chorus y Turns the Love to Anger.
La obra abre con Chorus, un tema animado (upbeat rock) compuesto en 4/4 en tonalidad de Do mayor en las estrofas y el segundo puente, en Do menor en el estribillo y en Sol menor en el primer puente. Un arpegio ascendente se mantiene durante casi todo el tema. El tema se caracteriza, subjetivamente hablando, por una original apertura con sirenas sintéticas que irrumpen y alertan de forma incisiva. Es un tema muy rítmico y vocalmente rico en armonías en el estribillo y el segundo puente. Un tanto pop, un tanto rock.
Waiting for the Day (Esperando el día), es el segundo tema del álbum. Un tema también en 4/4 moderadamente rápido, compuesto en Re mayor. Es un tema pop por definición.
Tercer tema, Joan. Una canción de ritmo moderado, golpe de bajo alternado, en 4/4 compuesta en tonalidad de Mi menor. Una canción un tanto bucólica, pero muy rítmica.
Breath of Life (Aliento de vida), es otro de los temas difusión de este álbum. Un 4/4 animado, de golpe continuo y rápido y un hi-hat al mejor estilo disco. Oscuro, con toques épicos en el estribillo y en su cierre, sonando a oda y a melancolía. Sus letras y ritmos y arreglos se funden de manera excelente al son de la tonalidad de La bemol mayor, con la sensación de paz y serenidad que la suele caracterizar. Bell se luce fuertemente en los arreglos vocales e interpretación.
Am I Right? (¿Tengo razón?) es el corte-balada del álbum. Un 4/4 moderado, con una base de percusión y rítmica propios y un bajo muy particular. Compuesto en Re mayor y en La mayor en el estribillo, transcurre pacíficamente siguiendo lo acorde a lo que una vez declarara Christian Friedrich Daniel Schubart: "La mayor es una tonalidad conveniente para "declaraciones de amor inocente,... la esperanza de ver al amado nuevamente después de partir; la alegría juvenil y la fe en Dios." Más acorde al tema, imposible.
El ritmo vuelve con todo luego de la serenidad, de la mano de Love to Hate You (Amo odiarte). Está compuesto en Fa sostenido menor, y abre con un coro arengador. Siempre se comentó que el estribillo instrumental de este tema -una serie de arpegios descendentes interpretados por unas seudocuerdas sintetizadas por Clarke- "recordaba mucho" a I will survive, el clásico tema disco de los años 70 de la famosa Gloria Gaynor. La percusión insistente con una línea de bajo marcadísima, más la melodía vocal, hacen del tema algo bailable y con ciertas reminiscencias disco.
Turns the Love to Anger (Torna el amor en ira) empieza con un bajo muy al estilo Vince Clarke, clavado hasta la raíz del mismo, acompañado por un seudosegundo bajo ondulante e insistente, y percusión electrónica en segundo plano. Las armonías vocales de Andy Bell resaltan los momentos cúlmines de la obra, todo siempre entre los ritmos y sonidos de Clarke. Es un tema compuesto en 4/4 en Mi bemol mayor. Esta tonalidad está asociada con la música épica y heroica, en parte debido al uso que le dio Ludwig van Beethoven, la cual acompaña muy bien a la composición. Mi bemol mayor es también una tonalidad muy común en la música gospel. 
La calma vuelve junto a las dulces armonías de Siren song (Canción de la sirena). Una delicada composición sintética, con toques melancólicos, épicos y oscuros al mismo tiempo. Está compuesto en tiempo de 4/4 en la tonalidad de Re menor. La elección de la misma es la mejor, pues de ésta se ha dicho siempre que es reconocida como la tonalidad de la tristeza o el pesar, más que cualquier otra menor. Clarke luce su capacidad creadora e innovadora por exceso en este tema, y Bell hace gala de su capacidad vocal y de su capacidad armónica sin reparos.
Perfect stranger (Perfecto extraño), un tema pop simple pero efectivo, llega con una apertura percusiva muy rítmica, en un 4/4 en Fa mayor. 
La versión acústica del tema -sólo con guitarra- se incluyó en la edición limitada del sencillo Am I Right? editado para fines del año 1991. 
Otra mención especial de este tema clásico formato pop liviano la merece la versión hecha en vivo durante la gira The Tank, the Swan & the Balloon que el dúo realizara durante gran parte del año 1992 a consecuencia de la presentación en vivo de Chorus. En el mismo, casi al cierre del espectáculo, se puede ver a Clarke ejecutando su creación desde un sintetizador pequeño y se puede oír a Andy Bell en una actuación vocal purísima, dando rienda suelta a su registro tan amplio.
Home (hogar) cierra el álbum. Este tema, un pop 4/4 en Re mayor, iba a ser originalmente el primer “corte” de difusión del mismo. Un revés de último momento hizo que las cosas inclinaran la balanza a favor de Chorus. El tema tiene también ciertos rincones oscuros y épicos, un tanto reflexivos.

## Chorus - Deluxe 3-CD Album Reissue
El 14 de febrero de 2020, se editó una versión remasterizada más dos CDs extras, un segundo con remixes y los lados B de esta etapa (a excepción de los instrumentales Snappy, Vitamin C, Carry on Clangers y B3 que no fueron incluidos) y.un tercero con las versiones en vivo de los temas del álbum. 
Edición en CD
| Disco uno, CD Chorus Remastered |                           |          |  |
| N.º                             | Título                    | Duración |  |
| 1.                              | «Chorus»                  | 4:26     |  |
| 2.                              | «Waiting for the Day»     | 3:50     |  |
| 3.                              | «Joan»                    | 3:50     |  |
| 4.                              | «Breath of Life»          | 4:07     |  |
| 5.                              | «Am I Right?»             | 4:18     |  |
| 6.                              | «Love to Hate You»        | 3:56     |  |
| 7.                              | «Turns the Love to Anger» | 3:56     |  |
| 8.                              | «Siren Song»              | 4:44     |  |
| 9.                              | «Perfect Stranger»        | 4:05     |  |
| 10.                             | «Home»                    | 4:14     |  |

| Disco dos, B-Sides, Remixes & Rarities | |          |  |
| N.º                                    | Título | Duración |  |
| 1.                                     | «Over The Rainbow» (Originally appears on the single ‘Chorus’)                                                         |          |  |
| 2.                                     | «Turns The Love To Anger» (Vince Clarke Remix – New Remix)                                                             |          |  |
| 3.                                     | «Perfect Stranger» (KROQ Mellow Version – Taken from the ‘KROQ Sessions’)                                              |          |  |
| 4.                                     | «Waiting For Sex» (Full Length – Taken from the single ‘Am I Right?’)                                                  |          |  |
| 5.                                     | «Love To Hate You» (Robbie Rivera’s Juicy Mix – New Remix)                                                             |          |  |
| 6.                                     | «Twilight» (Originally appears on the 2006 EIS release ‘Buried Treasure II’)                                           |          |  |
| 7.                                     | «Let It Flow» (Originally appears on the single ‘Am I Right?’)                                                         |          |  |
| 8.                                     | «Chorus (Fishes In The Sea)» (Ben Grosse Remix – U.S Promo)                                                            |          |  |
| 9.                                     | «Siren Song» (Alternative Lyrics – Originally appears on the 2006 EIS release ‘Buried Treasure II’)                    |          |  |
| 10.                                    | «Breath Of Life» (Divine Inspiration Mix – Remixed by Phil Kelsey. Originally appears on the single ‘Breathe Of Life’) |          |  |
| 11.                                    | «Love to Hate You» (KROQ Blunder Version – Taken from the ‘KROQ Sessions’)                                             |          |  |
| 12.                                    | «La La La» (Originally appears on the single ‘Love To Hate You’)                                                       |          |  |
| 13.                                    | «Mirror To Your Soul» (Originally appears on the 2006 EIS release ‘Buried Treasure II’)                                |          |  |
| 14.                                    | «• Waiting For The Day» (Demo Version – Originally appears on the box set ‘From Moscow To Mars’)                       |          |  |
| 15.                                    | «Perfect Stranger» (Acoustic – Originally appears on the single ‘Am I Right?’)                                         |          |  |
| 16.                                    | «Am I Right?» (Glen Nicholls Extended 12″ Mix – New Remix)                                                             |          |  |
| 17.                                    | «Home» (Minute Taker Remix – New Remix)                                                                                |          |  |

| Disco tres, Chorus Live |                           |          |  |
| N.º                     | Título                    | Duración |  |
| 1.                      | «Chorus»                  |          |  |
| 2.                      | «Waiting for the Day»     |          |  |
| 3.                      | «Joan»                    |          |  |
| 4.                      | «Breath of Life»          |          |  |
| 5.                      | «Am I Right?»             |          |  |
| 6.                      | «Love to Hate You»        |          |  |
| 7.                      | «Turns the Love to Anger» |          |  |
| 8.                      | «Siren Song»              |          |  |
| 9.                      | «Perfect Stranger»        |          |  |
| 10.                     | «Home»                    |          |  |